# Старі Біскупиці (Мазовецьке воєводство)
Старі Біскупиці (пол. Stare Biskupice) — село в Польщі, у гміні Варка Груєцького повіту Мазовецького воєводства.
Населення — 101 особа (2011).
У 1975-1998 роках село належало до Радомського воєводства.

## Демографія
Демографічна структура станом на 31 березня 2011 року:
|          | Загалом | Допрацездатний вік | Працездатний вік | Постпрацездатний вік |
| -------- | ------- | ------------------ | ---------------- | -------------------- |
| Чоловіки | 46      | 10                 | 31               | 5                    |
| Жінки    | 55      | 6                  | 36               | 13                   |
| Разом    | 101     | 16                 | 67               | 18                   |